# 카트라이더 리그
카트라이더 리그(KartRider League)는 2005년부터 넥슨 주최로 개최된 대한민국의 크레이지레이싱 카트라이더 대회였다. 2022 신한은행 쏠 카트라이더 리그 수퍼컵을 끝으로 폐지되었다.

## 대회 방식
대회 방식은 2022년 기준

### 팀전
- 8강 풀리그

싱글 라운드 로빈 방식으로 진행된다. 최종 순위는 승률로 결정되고, 승률이 동일할 시에는 세트 득실, 트랙 득실, 승자승 순으로 순위가 결정된다.
- 포스트시즌

와일드카드, 준플레이오프, 결승 진출전, 플레이오프 순으로 진행된다.
- 결승전

3개 페이즈 중 2개 페이즈를 승리하는 팀이 우승하는 방식이다. 1, 2페이즈는 총 3개의 세트 중 2개의 세트를 승리하는 팀이 페이즈를 승리한다.  1세트 스피드전, 2세트 아이템전, 3세트 에이스 결정전으로 구성되어 있다.

### 개인전
- 32강전
  - 조별 경기
  - 패자부활전

32강은 8명이 한 조를 구성하여, 상위 3인이 16강전, 4, 5위는 패자부활전, 하위 3인은 최종적으로 탈락하게 된다. 패자부활전에서는 상위 4인이 16강전에 진출한다.
- 16강전
  - 1, 2경기
  - 승자전, 패자전, 최종전

16강전은 8명이 한 조를 구성하여, 먼저 두 경기를 진행하여 상위 4인이 승자전, 하위 4인은 패자전에 진출한다. 승자전에서 상위 4인은 결승, 하위 4인은 최종전에 진출하며, 패자전에서는 상위 4인은 최종전에 진출하고 하위 4인은 탈락한다. 최종전에서는 상위 4인은 결승에 진출하고 하위 4인은 탈락한다.
- 결승전
  - 결승 1라운드
  - 결승 2라운드

결승전 1라운드는 80포인트 선취제로 진행된다. 결승전 2라운드는 1라운드 상위 2인이 5전 3선승제로 맞붙는다.

## 수퍼컵 포인트
수퍼컵 포인트는 2021년부터 변경된 리그 시스템에 따라 개최되는 수퍼컵 시즌에 참가할 팀과 선수를 일부 사전 선발하기 위한 제도이다.
팀전 수퍼컵 포인트는 시즌 1, 2 모두 동일하게 운영되고, 3~5위는 포스트시즌 순위로 결정된다.
| 순위 | 구분        | 구분               |
| 순위 | 순위 포인트 | 라운드 득실 포인트 |
| ---- | ----------- | ------------------ |
| 1    | 수퍼컵 직행 | +1                 |
| 2    | 100         | +1                 |
| 3    | 70          | +1                 |
| 4    | 50          | +1                 |
| 5    | 30          | +1                 |
| 6    | 10          | +1                 |
| 7    | 10          | +1                 |
| 8    | 10          | +1                 |

개인전 수퍼컵 포인트는 시즌 1, 2 모두 동일하게 운영된다.
| 순위        | 포인트      |
| ----------- | ----------- |
| 우승        | 수퍼컵 직행 |
| 준우승      | 수퍼컵 직행 |
| 3위         | 100         |
| 4, 5위      | 각 70       |
| 6, 7, 8위   | 각 50       |
| 16강 최종전 | 각 30       |
| 16강 패자전 | 각 20       |
| 32강        | 각 5        |

## 역대 대회 및 결과

### 팀전
| 연도 | 회차 | 대회                                        | 우승                 | 점수      | 준우승            |
| ---- | ---- | ------------------------------------------- | -------------------- | --------- | ----------------- |
| 2011 | 14   | 넥슨 카트라이더 팀 스피릿                   | Fantastic4           | 3 : 0     | First             |
| 2012 | 17   | 넥슨 카트라이더 16차리그                    | O3attack             | 127 : 114 | O3Rage            |
| 2012 | 18   | 넥슨 카트라이더 17차리그                    | O3Xenon              | 84 : 73   | O3Spark           |
| 2014 | 19   | 넥슨 카트라이더 리그 시즌 제로              | 서한-퍼플 모터스포트 | 3 : 2     | Team106           |
| 2014 | 20   | 넥슨 카트라이더 리그 배틀 로얄              | 유베이스 알스타즈    | 2 : 1     | CJ레이싱          |
| 2015 | 21   | 넥슨 카트라이더 리그 에볼루션               | Team106              | 2 : 1     | 쏠라이트 인디고   |
| 2015 | 22   | 넥슨 카트라이더 리그 버닝 타임              | 유베이스 알스타즈    | 2 : 0     | 예일모터스&그리핀 |
| 2016 | 23   | 넥슨 카트라이더 리그 듀얼 레이스            | 쏠라이트 인디고      | 2 : 0     | 원 레이싱         |
| 2017 | 24   | 넥슨 카트라이더 리그 듀얼 레이스 시즌 2     | QsenN_White          | 2 : 1     | Xenics Storm      |
| 2018 | 25   | 넥슨 카트라이더 리그 듀얼 레이스 시즌 3     | Game King            | 2 : 0     | PENTA XENICS      |
| 2019 | 26   | 넥슨 카트라이더 리그 2019 시즌 1            | SAVIORS              | 2 : 1     | Flame             |
| 2019 | 27   | 2019 KT 5G 멀티뷰 카트라이더 리그 시즌 2    | 샌드박스 게이밍      | 2 : 0     | 한화생명 e스포츠  |
| 2020 | 28   | 2020 SKT JUMP 카트라이더 리그 시즌 1        | 한화생명 e스포츠     | 2 : 1     | ROX               |
| 2020 | 29   | 2020 SKT 5GX JUMP 카트라이더 리그 시즌 2    | 한화생명 e스포츠     | 2 : 0     | 성남 ROX          |
| 2021 | 30   | 2021 신한은행 헤이영 카트라이더 리그 시즌 1 | 샌드박스 게이밍      | 2 : 0     | 한화생명 e스포츠  |
| 2021 | 31   | 2021 신한은행 헤이영 카트라이더 리그 시즌 2 | 리브 샌드박스        | 2 : 0     | 블레이즈          |
| 2021 | 32   | 2021 신한은행 헤이영 카트라이더 리그 수퍼컵 | 블레이즈             | 2 : 0     | 리브 샌드박스     |
| 2022 | 33   | 2022 신한은행 헤이영 카트라이더 리그 시즌 1 | 블레이즈             | 2 : 0     | 광동 프릭스       |
| 2022 | 34   | 2022 신한은행 헤이영 카트라이더 리그 시즌 2 | 리브 샌드박스        | 2 : 1     | 광동 프릭스       |
| 2022 | 35   | 2022 신한은행 쏠 카트라이더 리그 수퍼컵     | 리브 샌드박스        | 2 : 1     | 광동 프릭스       |

### 개인전
| 연도 | 회차 | 대회                                        | 우승     | 점수    | 준우승 |
| ---- | ---- | ------------------------------------------- | -------- | ------- | ------ |
| 2005 | 1    | 코크플레이 카트라이더 1차리그               | 김대겸   | 52 : 50 | 조현준 |
| 2005 | 2    | 올림푸스 카트라이더 2차리그                 | 김진용   | 50 : 49 | 조경재 |
| 2006 | 3    | 스프리스 카트라이더 3차리그                 | 한창민   | 84 : 73 | 조현준 |
| 2006 | 4    | 넥슨 카트라이더 4차리그                     | 강진우   | 83 : 70 | 조현준 |
| 2007 | 5    | SK1682 카트라이더 5차리그                   | 문호준   | 89 : 74 | 정선호 |
| 2007 | 6    | 곰TV컵 카트라이더 6차리그                   | 강진우   | 88 : 80 | 문호준 |
| 2007 | 7    | 초코송이컵 카트라이더 7차리그               | 강석인   | 86 : 69 | 강진우 |
| 2008 | 8    | 아프리카컵 카트라이더 8차리그               | 김진희   | 82 : 78 | 문호준 |
| 2008 | 9    | 버디버디컵 카트라이더 9차리그               | 문호준   | 82 : 69 | 장진형 |
| 2008 | 10   | 버디버디컵 카트라이더 10차리그              | 문호준   | 84 : 66 | 강진우 |
| 2010 | 11   | 넥슨 카트라이더 11차리그                    | 문호준   | 84 : 76 | 박인재 |
| 2010 | 12   | 넥슨 카트라이더 12차리그                    | 유영혁   | 80 : 70 | 전대웅 |
| 2011 | 13   | 넥슨 카트라이더 13차리그                    | 문호준   | 87 : 82 | 유영혁 |
| 2011 | 15   | 넥슨 카트라이더 14차리그                    | 문호준   | 89 : 45 | 전대웅 |
| 2012 | 16   | 넥슨 카트라이더 15차리그                    | 문호준   | 82 : 65 | 유영혁 |
| 2016 | 23   | 넥슨 카트라이더 리그 듀얼 레이스            | 유영혁   | 3 : 0   | 김승태 |
| 2017 | 24   | 넥슨 카트라이더 리그 듀얼 레이스 시즌 2     | 김승태   | 3 : 2   | 유영혁 |
| 2018 | 25   | 넥슨 카트라이더 리그 듀얼 레이스 시즌 3     | 문호준   | 2 : 1   | 유영혁 |
| 2019 | 26   | 넥슨 카트라이더 리그 2019 시즌 1            | 문호준   | 3 : 1   | 박인수 |
| 2019 | 27   | 2019 KT 5G 멀티뷰 카트라이더 리그 시즌 2    | 이재혁   | 3 : 1   | 박도현 |
| 2020 | 28   | 2020 SKT JUMP 카트라이더 리그 시즌 1        | 문호준   | 3 : 2   | 유창현 |
| 2020 | 29   | 2020 SKT 5GX JUMP 카트라이더 리그 시즌 2    | 이재혁   | 3 : 1   | 송용준 |
| 2021 | 30   | 2021 신한은행 헤이영 카트라이더 리그 시즌 1 | 유창현   | 3 : 2   | 박인수 |
| 2021 | 31   | 2021 신한은행 헤이영 카트라이더 리그 시즌 2 | 이재혁   | 3 : 1   | 유창현 |
| 2021 | 32   | 2021 신한은행 헤이영 카트라이더 리그 수퍼컵 | 이재혁   | 3 : 1   | 박인수 |
| 2022 | 33   | 2022 신한은행 헤이영 카트라이더 리그 시즌 1 | 김다원   | 3 : 1   | 박인수 |
| 2022 | 34   | 2022 신한은행 헤이영 카트라이더 리그 시즌 2 | 리우창헝 | 3 : 1   | 이재혁 |
| 2022 | 35   | 2022 신한은행 쏠 카트라이더 리그 수퍼컵     | 이재혁   | 3 : 1   | 박인수 |

## 기록과 통계

### 팀전 우승
- 2019 시즌 2 이후 기준[1]

| 팀            | 우승 | 준우승 | 우승 시즌                              | 준우승 시즌            |
| ------------- | ---- | ------ | -------------------------------------- | ---------------------- |
| 리브 샌드박스 | 5    | 1      | 2019-2, 2021-1, 2021-2, 2022-2, 2022-S | 2021-S                 |
| DFI 블레이즈  | 4    | 3      | 2020-1, 2020-2, 2021-S, 2022-1         | 2019-2, 2021-1, 2021-2 |
| 광동 프릭스   | 0    | 3      |                                        | 2022-1, 2022-2, 2022-S |
| ROX 게이밍    | 0    | 2      |                                        | 2020-1, 2020-2         |

### 개인전 우승
| 선수     | 우승 | 우승 시즌                                                       |
| -------- | ---- | --------------------------------------------------------------- |
| 문호준   | 10   | 5차, 9차, 10차, 11차, 13차, 14차, 15차, 듀얼3차, 2019-1, 2020-1 |
| 이재혁   | 5    | 2019-2, 2020-2, 2021-2, 2021-S, 2022-S                          |
| 강진우   | 2    | 4차, 6차                                                        |
| 유영혁   | 2    | 12차, 듀얼1차                                                   |
| 김대겸   | 1    | 1차                                                             |
| 김진용   | 1    | 2차                                                             |
| 한창민   | 1    | 3차                                                             |
| 강석인   | 1    | 7차                                                             |
| 김진희   | 1    | 8차                                                             |
| 김승태   | 1    | 듀얼2차                                                         |
| 유창현   | 1    | 2021-1                                                          |
| 김다원   | 1    | 2022-1                                                          |
| 리우창헝 | 1    | 2022-2                                                          |

### 대회 입상자
1~15차 리그는 개인전 대회, 16~22차 리그는 팀전 대회, 23차~35차 리그는 팀전 및 개인전 대회로 운영되었다.

#### 2005~2012년
| 연도 | 회차 | 대회                           | 우승   | 우승 | 준우승 | 준우승 | 3위    | 3위  |
| 연도 | 회차 | 대회                           | 이름   | 점수 | 이름   | 점수   | 이름   | 점수 |
| ---- | ---- | ------------------------------ | ------ | ---- | ------ | ------ | ------ | ---- |
| 2005 | 1    | 코크플레이 카트라이더 1차리그  | 김대겸 | 52   | 조현준 | 50     | 정은석 | 41   |
| 2006 | 2    | 올림푸스 카트라이더 2차리그    | 김진용 | 50   | 조경재 | 49     | 조남곤 | 39   |
| 2006 | 3    | 스프리스 카트라이더 3차리그    | 한창민 | 84   | 조현준 | 73     | 김진용 | 69   |
| 2006 | 4    | 넥슨 카트라이더 4차리그        | 강진우 | 83   | 조현준 | 70     | 문호준 | 69   |
| 2007 | 5    | SK1682 카트라이더 5차리그      | 문호준 | 89   | 정선호 | 80     | 김진희 | 67   |
| 2007 | 6    | 곰TV컵 카트라이더 6차리그      | 강진우 | 88   | 문호준 | 80     | 김진희 | 74   |
| 2008 | 7    | 초코송이컵 카트라이더 7차리그  | 강석인 | 86   | 강진우 | 69     | 문호준 | 66   |
| 2008 | 8    | 아프리카컵 카트라이더 8차리그  | 김진희 | 82   | 문호준 | 78     | 장진형 | 62   |
| 2008 | 9    | 버디버디컵 카트라이더 9차리그  | 문호준 | 82   | 장진형 | 69     | 정선호 | 61   |
| 2008 | 10   | 버디버디컵 카트라이더 10차리그 | 문호준 | 84   | 강진우 | 66     | 유영혁 | 44   |
| 2010 | 11   | 넥슨 카트라이더 11차리그       | 문호준 | 84   | 박인재 | 76     | 전대웅 | 65   |
| 2010 | 12   | 넥슨 카트라이더 12차리그       | 유영혁 | 80   | 전대웅 | 70     | 문호준 | 55   |
| 2011 | 13   | 넥슨 카트라이더 13차리그       | 문호준 | 87   | 유영혁 | 82     | 전대웅 | 79   |
| 2011 | 15   | 넥슨 카트라이더 14차리그       | 문호준 | 89   | 전대웅 | 45     | 노진철 | 36   |
| 2012 | 16   | 넥슨 카트라이더 15차리그       | 문호준 | 82   | 유영혁 | 65     | 전대웅 | 62   |

#### 2012~2015년
| 연도 | 회차 | 대회                           | 우승                                                  | 준우승                                             | 3위                                                   |
| ---- | ---- | ------------------------------ | ----------------------------------------------------- | -------------------------------------------------- | ----------------------------------------------------- |
| 2012 | 17   | 넥슨 카트라이더 16차리그       | O3Attack (유영혁, 박현호)                             | O3Rage (장진형, 조성제)                            | Best BJ (이중대, 박민수)                              |
| 2013 | 18   | 넥슨 카트라이더 17차리그       | O3Xenon (유영혁, 박인재)                              | O3Spark (김승태, 김경훈)                           | O3RG (조성제, 박정렬)                                 |
| 2014 | 19   | 넥슨 카트라이더 리그 시즌 제로 | 서한-퍼플 모터스포트 (최영훈, 정재훈, 박인재, 이은택) | Team 106 (이동민, 신동이, 유영혁, 홍석현)          | E-Rain (김성록, 이중대, 조성제, 장진형)               |
| 2014 | 20   | 넥슨 카트라이더 리그 배틀 로얄 | 유베이스 알스타즈 (이은택, 이재인, 한주성, 이다빈)    | CJ레이싱 (유영혁, 이준성, 김선우, 심기훈)          | 서한-퍼플 모터스포트 (장진형, 신동이, 원상원, 이동훈) |
| 2015 | 21   | 넥슨 카트라이더 리그 에볼루션  | Team 106 (조성제, 유영혁, 김승태, 이은택)             | 쏠라이트 인디고 (문호준, 장진형, 전대웅, 강석인)   | 유베이스 알스타즈 (박준혁, 최영훈, 이다빈, 박천원)    |
| 2015 | 22   | 넥슨 카트라이더 리그 버닝 타임 | 유베이스 알스타즈 (조성제, 유영혁, 이은택, 김승태)    | 예일모터스&그리핀 (김선일, 문민기, 박건웅, 한주성) | 쏠라이트 인디고 (유관영, 최영훈, 문진형, 손우현)      |

#### 2016~2022년
| 연도 | 회차 | 대회                                        | 구분   | 우승                                                      | 준우승                                                    | 3위                                                      |
| ---- | ---- | ------------------------------------------- | ------ | --------------------------------------------------------- | --------------------------------------------------------- | -------------------------------------------------------- |
| 2016 | 23   | 넥슨 카트라이더 리그 듀얼 레이스            | 팀전   | 쏠라이트 인디고 (문호준, 전대웅, 강석인, 최영훈)          | 원 레이싱 (유영혁, 이은택, 김승태, 조성제)                | 스토머 레이싱 (이재인, 박천원, 신동이, 유창현)           |
| 2016 | 23   | 넥슨 카트라이더 리그 듀얼 레이스            | 개인전 | 유영혁                                                    | 김승태                                                    | 문호준                                                   |
| 2017 | 24   | 넥슨 카트라이더 리그 듀얼 레이스 시즌 2     | 팀전   | QsenN_White (이재인, 유창현, 문민기, 황선민)              | Xenics Storm (유영혁, 김승태, 이은택, 박천원)             | 세다 레이싱 (문호준, 전대웅, 강석인, 최영훈)             |
| 2017 | 24   | 넥슨 카트라이더 리그 듀얼 레이스 시즌 2     | 개인전 | 김승태                                                    | 유영혁                                                    | 유창현                                                   |
| 2018 | 25   | 넥슨 카트라이더 리그 듀얼 레이스 시즌 3     | 팀전   | Game King (문호준, 전대웅, 강석인, 최영훈)                | PENTA XENICS (유영혁, 김승태, 유창현, 이은택)             | Oz-FANTASTICK (김정제, 정승하, 권순민, 정승민)           |
| 2018 | 25   | 넥슨 카트라이더 리그 듀얼 레이스 시즌 3     | 개인전 | 문호준                                                    | 유영혁                                                    | 이재혁                                                   |
| 2019 | 26   | 넥슨 카트라이더 리그 2019 시즌 1            | 팀전   | SAVIORS (한승철, 김승태, 유창현, 박인수)                  | Flame (문호준, 유영혁, 이은택, 강석인, 최영훈)            | 꾼 (이재혁, 김기수, 김응태, 송용준)                      |
| 2019 | 26   | 넥슨 카트라이더 리그 2019 시즌 1            | 개인전 | 문호준                                                    | 박인수                                                    | 유창현                                                   |
| 2019 | 27   | 2019 KT 5G 멀티뷰 카트라이더 리그 시즌 2    | 팀전   | 샌드박스 게이밍 (김승태, 박현수, 박인수, 유창현)          | 한화생명 e스포츠 (문호준, 배성빈, 박도현, 이은택, 최영훈) | 아프리카 프릭스 (유영혁, 강석인, 홍승민, 이중선, 정승민) |
| 2019 | 27   | 2019 KT 5G 멀티뷰 카트라이더 리그 시즌 2    | 개인전 | 이재혁                                                    | 박도현                                                    | 배성빈                                                   |
| 2020 | 28   | 2020 SKT JUMP 카트라이더 리그 시즌 1        | 팀전   | 한화생명 e스포츠 (문호준, 배성빈, 박도현, 최영훈)         | ROX (이재혁, 한승철, 송용준, 김응태, 사상훈)              | 아프리카 프릭스 (유영혁, 전대웅, 정승하, 최윤서, 강석인) |
| 2020 | 28   | 2020 SKT JUMP 카트라이더 리그 시즌 1        | 개인전 | 문호준                                                    | 유창현                                                    | 박인수                                                   |
| 2020 | 29   | 2020 SKT 5GX JUMP 카트라이더 리그 시즌 2    | 팀전   | 한화생명 e스포츠 (문호준, 배성빈, 박도현, 최영훈, 강석인) | 성남 ROX (이재혁, 한승철, 송용준, 신종민, 사상훈)         | 샌드박스 게이밍 (김승태, 박현수, 박인수, 정승하)         |
| 2020 | 29   | 2020 SKT 5GX JUMP 카트라이더 리그 시즌 2    | 개인전 | 이재혁                                                    | 송용준                                                    | 박인수                                                   |
| 2021 | 30   | 2021 신한은행 헤이영 카트라이더 리그 시즌 1 | 팀전   | 샌드박스 게이밍 (김승태, 박인수, 박현수, 정승하)          | 한화생명 e스포츠 (배성빈, 박도현, 최영훈, 유창현)         | ROX (이재혁, 송용준, 신종민, 사상훈, 강석인)             |
| 2021 | 30   | 2021 신한은행 헤이영 카트라이더 리그 시즌 1 | 개인전 | 유창현                                                    | 박인수                                                    | 박현수                                                   |
| 2021 | 31   | 2021 신한은행 헤이영 카트라이더 리그 시즌 2 | 팀전   | 리브 샌드박스 (김승태, 박인수, 박현수, 정승하)            | 블레이즈 (배성빈, 김지민, 최영훈, 유창현)                 | 아프리카 프릭스 (유영혁, 이은택, 장건, 임재원, 노준현)   |
| 2021 | 31   | 2021 신한은행 헤이영 카트라이더 리그 시즌 2 | 개인전 | 이재혁                                                    | 유창현                                                    | 박현수                                                   |
| 2021 | 32   | 2021 신한은행 헤이영 카트라이더 리그 수퍼컵 | 팀전   | 블레이즈 (배성빈, 김지민, 최영훈, 유창현)                 | 리브 샌드박스 (김승태, 박인수, 박현수, 정승하)            | 아프리카 프릭스 (유영혁, 이은택, 장건, 임재원, 노준현)   |
| 2021 | 32   | 2021 신한은행 헤이영 카트라이더 리그 수퍼컵 | 개인전 | 이재혁                                                    | 박인수                                                    | 배성빈                                                   |
| 2022 | 33   | 2022 신한은행 헤이영 카트라이더 리그 시즌 1 | 팀전   | 블레이즈 (배성빈, 김지민, 최영훈, 유창현)                 | 광동 프릭스 (유영혁, 이은택, 노준현, 이재혁, 송용준)      | 리브 샌드박스 (김승태, 박인수, 박현수, 정승하)           |
| 2022 | 33   | 2022 신한은행 헤이영 카트라이더 리그 시즌 1 | 개인전 | 김다원                                                    | 박인수                                                    | 송용준                                                   |
| 2022 | 34   | 2022 신한은행 헤이영 카트라이더 리그 시즌 2 | 팀전   | 리브 샌드박스 (김승태, 박인수, 박현수, 정승하, 리우창헝)  | 광동 프릭스 (유영혁, 이은택, 노준현, 이재혁, 송용준)      | DFI 블레이즈 (배성빈, 최영훈, 유창현, 김다원)            |
| 2022 | 34   | 2022 신한은행 헤이영 카트라이더 리그 시즌 2 | 개인전 | 리우창헝                                                  | 이재혁                                                    | 유창현                                                   |
| 2022 | 35   | 2022 신한은행 쏠 카트라이더 리그 수퍼컵     | 팀전   | 리브 샌드박스 (김승태, 박인수, 박현수, 정승하)            | 광동 프릭스 (유영혁, 이은택, 노준현, 이재혁, 송용준)      | DFI 블레이즈 (배성빈, 최영훈, 유창현, 김다원)            |
| 2022 | 35   | 2022 신한은행 쏠 카트라이더 리그 수퍼컵     | 개인전 | 이재혁                                                    | 박인수                                                    | 리우창헝                                                 |

### 여성 리그 입상자
| 연도 | 회차 | 대회                         | 대회   | 우승     | 준우승     | 비고 |
| ---- | ---- | ---------------------------- | ------ | -------- | ---------- | ---- |
| 2006 | 1    | Queen of Kart 시즌 1         | 개인전 | 정문지   | 허윤지     |      |
| 2006 | 2    | Queen of Kart 시즌 2         | 개인전 | 박소연   | 김지영     |      |
| 2006 | 3    | K-SWISS Queen of Kart 시즌 3 | 개인전 | 김지영   | 김보라     |      |
| 2007 | 4    | 피자헛 Queen of Kart 시즌 4  | 개인전 | 김보라   | 김지영     |      |
| 2015 | 5    | 2015 카트라이더 걸크러쉬     | 팀전   | Absolute | Girl Starz |      |

## 같이 보기
- 카트라이더: 드리프트 리그 (2023)